# Michael Kamp
Michael Kamp (født i 1974) er en dansk forfatter, der debuterede i 2006 med første bind i fantasy-serien Bobs Saga.
Han voksede op i Holbæk og dimitterede i 2002 som folkeskolelærer. Han underviste de større elever på Tune Skole, men arbejder i dag som nattevagt.
Moderne Asetro, der er hans første fagbog og rettet mod folkeskolens overbygning, er en gennemgang af den gamle tro i moderne tid. Debutserien Bobs Saga er ikke inspireret af den nordiske mytologi, men derimod af forfattere som Terry Pratchett.
Fordærv handler om elever, der rådner op og dør bagest i klasselokalet.
"Hvor de gamle visner" handler om livet på et ældrecenter, fortalt på en spændende og uhyggelig måde.

### Romaner
- Bobs Saga 1: Tørre tæsk og springskaller (2006)
- Bobs Saga 2: Elvere og andre halv-trolde (2007)
- Fordærv (2007)
- Hvor de gamle visner (2008)
- Bobs Saga 3: I mørke er alle helte grå (2009)
- Moln – Jorden Husker (2011)
- Bunker 137 (2011)
- Hospitalet (2013)
- Samlerne (2014)
- Nekromathias - Bedemandens hemmelighed (2015)
- Nekromathias - Alt godt fra graven (2015)
- Nekromathias - Gas og gespenster (2015)
- Nekromathias - Død ved daggry (2016)
- Nekromathias - Rædslernes hus (2017)
- Nekromathias - Tarme og tentakler (2017)

### Noveller
- Cornelia – novelle i antologien Horror.dk (2008)
- Backpacker – novelle i samlingen Velkommen til dybet (2011)
- Homo Arachnida – novelle i antologien Den nye koloni (2011)
- Telefonfis (2011)

### Fagbøger
- Moderne Asetro (2008)